# David V. Picker
David Victor Picker, né le 14 mai 1931 à New York et mort dans la même ville le 20 avril 2019, est un producteur américain. 

## Biographie
David V. Picker est membre d'une Alumnus du Dartmouth College, il y reçoit son Baccalauréat en arts (Bachelor of Arts) en 1953. Il entre en 1956 à United Artists où il devient successivement assistant de Max E. Youngstein, président de United Artists Records, vice-président responsable de la production puis président de juin 1969 à octobre 1973. Il devient ensuite producteur délégué pour Paramount Pictures, Lorimar Productions et Columbia Pictures. En 1997, il est nommé président de Hallmark Entertainment.

### Famille
David V. Picker est le fils d'Eugene Picker, ancien président de Loews Theatres et le neveu d'Arnold Picker, ancien vice-président de United Artists.

## Filmographie

### Cinéma
- 1964 : A Hard Day's Night de Richard Lester
- 1974 : Terreur sur le Britannic (Juggernaut) de Richard Lester
- 1974 : Lenny de Bob Fosse
- 1975 : Le Froussard héroïque (Royal Flash) de Richard Lester
- 1975 : Smile de Michael Ritchie
- 1976 : Won Ton Ton, the Dog Who Saved Hollywood de Michael Winner
- 1978 : The One and Only de Carl Reiner
- 1978 : Oliver's Story de John Korty
- 1979 : Liés par le sang (Bloodline) de Terence Young
- 1979 : Un vrai schnock (The Jerk) de Carl Reiner
- 1982 : Les cadavres ne portent pas de costard (Dead Men Don't Wear Plaid) de Carl Reiner
- 1983 : L'Homme aux deux cerveaux (The Man with Two Brains) de Carl Reiner
- 1984 : Beat Street de Stan Lathan
- 1984 : The Goodbye People de Herb Gardner
- 1988 : The Appointments of Dennis Jennings de Dean Parisot
- 1988 : Leader of the Band de Nessa Hyams
- 1990 : Stella de John Erman
- 1992 : Traces de sang (Traces of Red) d'Andy Wolk
- 1992 : En toute bonne foi (Leap of Faith) de Richard Pearce
- 1993 : Le Saint de Manhattan (The Saint of Fort Washington) de Tim Hunter
- 1996 : La Chasse aux sorcières (The Crucible) de Nicholas Hytner.

### Télévision
- 1998 : Fenêtre sur cour (Rear Window) (TV) de Jeff Bleckner